# Tom McIntosh
Thomas S. McIntosh, ps. „Mac” (ur. 6 lutego 1927 w Baltimore, zm. 26 lipca 2017 w Bostonie) – afroamerykański muzyk jazzowy, puzonista, kompozytor, aranżer, dyrygent i edukator. Laureat NEA Jazz Masters Award 2008.

## Życiorys
Jego ojciec, Jacob, był elektrykiem, a matka, Roseanna – gospodynią domową. Oboje byli muzykalni i śpiewali w dwóch różnych chórach kościelnych z powodu odmiennych wyznań. Sam w 1960 został Świadkiem Jehowy. Był najstarszy z sześciorga rodzeństwa.
Pierwsze kroki muzyczne stawiał jako śpiewak, choć bardziej chciał grać na jakimś instrumencie. W okresie nauki w szkole średniej pobierał pozaszkolne, fundowane lekcje śpiewu i teorii muzyki u nauczycielki z Peabody Institute, która uznała, że uczeń ma talent i bezwarunkowo powinien zawodowo zająć się muzyką. Tymczasem on uprawiał także sport – boksował i grał w futbol amerykański. Występował w uniwersyteckiej drużynie Morgan State Bears, ale po otrzymaniu powołania (studia zwalniały go z wojska), wybrał służbę w U.S. Army. Po szkoleniu w Alabamie został wysłany do Niemiec w 1946. W wojsku trafił do pralni, a następnie – nie umiejąc grać – zgłosił się do afroamerykańskiej orkiestry marszowej. Prowadził ją sierżant Al Tinney, pianista, który grywał z Charliem Parkerem. McIntosh najpierw nauczył się grać na tubie, ale szybko zamienił ją na puzon.
Po wyjściu z wojska zamieszkał w Nowym Jorku i podjął studia w Juilliard School, które ukończył w 1958. Jeszcze podczas studiów rozpoczął w 1956 karierę muzyka. W latach 1958–1961 grał z tak znanymi jazzmanami, jak trębacz Lee Morgan, saksofonista Roland Kirk, saksofonista i flecista James Moody, oraz słynną formacją Art Farmer/Benny Golson Jazztet. Zaczął także zyskiwać renomę jako kompozytor. W 1961 dostarczył utwór trębaczowi Howardowi McGhee. W 1963 jego trzy kompozycje umieścił na swoim albumie Dizzy Gillespie. Natomiast utwór Whose Child Are You? włączył do swojego repertuaru The New York Jazz Sextet, którego był członkiem. Komponował i aranżował utwory również dla wibrafonisty Milta Jacksona oraz pianistów Tommy’ego Flanagana i Bobby’ego Timmonsa. Ponadto w latach 1966–1967 grał w big-bandzie Thada Jonesa/Mela Lewisa.
Kiedy pod koniec lat 60. jazz zaczął tracić na popularności, przeniósł się do Hollywood, żeby podjąć współpracę z filmem. Skomponował lub zaaranżował muzykę  do takich obrazów kinowych i telewizyjnych, jak The Learning Tree, Soul Soldier (lub The Red, White, and Black), Shaft's Big Score!, A Hero Ain’t Nothin’ but a Sandwich, Śliska sprawa i The Bus Is Coming (lub Ghetto Revenge). Podczas realizacji soundtracków dyrygował także orkiestrami. W branży filmowej i telewizyjnej pracował przez ponad dwadzieścia lat, komponując, aranżując, dyrygując i kierując projektami muzycznymi w szeregu firm.
Na początku lat 90. wrócił na Wschodnie Wybrzeże. Zajął się działalnością edukacyjną, nauczając w kilku konserwatoriach. Pełnił funkcję dyrektora muzycznego Instytutu Theloniousa Monka w bostońskim The New England Conservatory of Music.
W 2004 wydał swoją pierwszą płytę pod własnym nazwiskiem. Album otrzymał tytuł: With Malice Toward None – The Music of Tom McIntosh.

## Wybrana dyskografia

### Jako lider
- 2004 With Malice Toward None – The Music of Tom McIntosh (IPO Recordings)

### Jakosideman, kompozytor lub aranżer
Z Artem Blakeym
- 1966 Hold On, I'm Coming (Limelight)

Z Artem Farmerem
- 1960 Big City Sounds – Art Farmer & Benny Golson (Argo)
- 1961
  - The Jazztet and John Lewis – Featuring Art Farmer and Benny Golson (Argo)
  - The Jazztet at Birdhouse (Argo)
- 1966 New York Jazz Sextet – Group Therapy (Scepter)

Z Dizzym Gillespiem
- 1963 Something Old, Something New (Philips)
- 1968 The Dizzy Gillespie Reunion Big Band (MPS)

Z Eddiem Harrisem
- 1968 Plug Me In (Atlantic)

Z Jimmym Heathem
- 1960 Really Big! (Riverside)

Z Miltem Jacksonen
- 1962 Big Bags (Riverside)
- 1964 Vibrations (Atlantic)
- 1965 Ray Brown/Milt Jackson (Verve)
- 1966 Milt Jackson and Big Brass – For Someone I Love (Riverside)
- 1968 Milt Jackson and the Hip String Quartet (Verve)

Z Illinoisem Jacquetem
- 1964 Bosses of the Ballad (Argo)

Z Johnem Lewisem
- 1959 Odds Against Tomorrow – Original Music from the Motion Picture Soundtrack) (United Artists)

Z Jackiem McDuffem
- 1964 Prelude (Prestige)

Z Jamesem Moodym
- 1959 James Moody (Argo)
- 1962 Another Bag (Argo)
- 1963 Great Day (Argo)
- 1966 Moody and the Brass Figures (Milestone)
- 1969 The Blues and Other Colors (Miilestone)

Z Oliverem Nelsonem i Pee Wee Russellem
- 1967 The Spirit of ’67 – Pee Wee Russell–Oliver Nelson (Impulse! Records)

Z Shirley Scott
- 1963 For Members Only (Impulse!)
- 1966 Roll ’Em – Shirley Scott Plays the Big Bands (Impulse!)

Z Jimmym Smithem
- 1966 Hoochie Coochie Man (Verve)

Z Bobbym Timmonsem
- 1967 Got to Get It! (Milestone)

Zestawienie wg dat wydania płyt